# Klasztor Rzymian
Klasztor Rzymian (kopt. ⲡⲁⲣⲟⲙⲉⲟⲥ, arab. البراموس Dajr al-Baramus, Dayr al-Barāmūs : Paromeos, Baramos) – koptyjski klasztor pod wezwaniem Najświętszej Marii Panny, położony w Wadi an-Natrun (starożytne Skete) w północnym Egipcie (około 90 km od Kairu i 10 km od klasztoru Świętego Makarego). Założony został przed 340 rokiem przez eremitę Makarego Wielkiego Egipskiego, uważanego za jednego z ojców egipskiego monastycyzmu, uznanego później za świętego katolickiego i prawosławnego. Klasztor funkcjonuje od IV wieku aż po czasy współczesne.

## Etymologia
Arabska nazwa Baramûs jest transliteracją koptyjskiego ⲡⲁⲣⲟⲙⲉⲟⲥ = Pa-Romeos w znaczeniu „(klasztor) Rzymian”. Rękopis „Życie Świętego Makarego” z X wieku przywołuje stare określenie tego klasztoru: „cela Rzymian”. Koptyjski rękopis Paisjusza Wielkiego „Życie Rzymskich Świętych, Maksymusa i Domicjusza, synów Walentyniana” wysławia świętość życia braci, którzy, według jednego z możliwych wyjaśnień mieli z czasem być uwiecznieni w nazwie klasztoru.

## Historia
Pierwsza osada mnichów została w tym miejscu założona przed 340 rokiem. Centralną budowlą był kościół otoczony rozsianymi na pustyni celami mnichów. Osada-erem gromadziła najstarszą wspólnotę eremicką w Wadi an-Natrun. Przed końcem IV wieku w tym rejonie istniały już cztery wspólnoty chrześcijańskie – zgromadzona w eremie funkcjonującym w rejonie obecnego klasztoru Rzymian, eremie św. Makarego, św. Jana Kolobosa oraz Biszwiego (świętego Paisjusza). Po śmierci Makarego w 390 roku, pustelnicze życie wiedli w tym rejonie jego uczniowie. Sukcesywnie rosła liczba mnichów i przybywało nowych eremów. Klasztor Rzymian był jednym z 50 zbudowanych w tym rejonie. Wraz z trzema innymi przetrwał do czasów współczesnych. 
Klasztor funkcjonuje pod wezwaniem Najświętszej Marii Panny. Starożytny kościół św. Teodora (St. Theodore / Anba Tardus) jest wyłączony z użytku. W klasztornym kościele św. Michała zachowały się freski datowane na XII wiek. Elementy trzykondygnacyjnej wieży są datowane na VII wiek. Ponadto klasztor dysponuje kaplicą św. Jerzego i XIX-wiecznym kościołem św. Jana Chrzciciela.